# Bernhard Mitterbacher
Bernhard Mitterbacher (* 17. August 1767 in Karlsbad, Böhmen; † 27. Mai 1839 in Berlin) war ein böhmischer Mediziner. Bekannt wurde er als Badearzt von Johann Wolfgang von Goethe.
Mitterbacher wurde in Karlsbad als Sohn des Dr. med. Franz Mitterbacher, Kreisphysicus und dessen Gattin Catharina, geb. Jungwirth aus Prag, geboren. Er studierte an der Universitas Carolo-Ferdinandea in Prag das Fach Medizin und promovierte dort im Jahr 1792. Er arbeitete ab 1793 als Arzt in seiner Heimatstadt Karlsbad und war dort Direktor des Fremdenhospitals. Außerdem war er als leitender Arzt für die Überwachung der Karlsbader Sprudelsalz-Erzeugung verantwortlich. Als sich Goethe mehrmals in Karlsbad aufhielt, war Mitterbacher sein persönlicher Badearzt.